# Rotație

Sferă care se rotește în jurul axei

Rotația sau mișcarea de rotație este mișcarea circulară a unui obiect în jurul unui centru (sau punct) de rotație sau axă de rotație, în cazul corpurilor tridimensionale. Cu alte cuvinte, traiectoria mișcării este descrisă de un punct rotitor în jurul unui centru de rotație plasat într-un sistem de referință inerțial, cu rază variabilă.
În cazul în care centrul (axa de rotație) nu trece prin centrul de masă al corpului, procesul se mai numește și mișcare de revoluție. Exemple: rotația Pământului în jurul propriei axe, mișcarea de revoluție a Pământului în jurul Soarelui.
Un caz particular al mișcării de rotație este mișcarea circulară având ca traiectorie a mișcării un cerc. 
 Un alt caz particular al mișcării de rotație este rotația unui corp sau sistem de puncte materiale în jurul unei axe de rotație.
În mecanică traiectoria poate fi traiectoria unui punct material, sau traiectoria unui corp ca sistem de puncte materiale.

## În matematică
În matematică, noțiunea de rotație are un caracter teoretic, general.
Astfel, în spațiul bidimensional, un punct de coordonate {\displaystyle x,y,} în urma unei rotații de unghi {\displaystyle \phi } în sens trigonometric (antiorar), ajunge în punctul de coordonate:
{\displaystyle x'=x\cos \phi -y\sin \phi }
{\displaystyle y'=x\sin \phi +y\cos \phi .}
Se poate spune că o rotație este o funcție, {\displaystyle f:{\mathcal {E}}_{2}\to {\mathcal {E}}_{2},} ce asociază fiecărui vector {\displaystyle {\vec {U}}(x,y)} un vector {\displaystyle V(x',y')} după legea:
{\displaystyle {\vec {V}}={\begin{pmatrix}\cos \phi &-\sin \phi \\\sin \phi &\cos \phi \end{pmatrix}}*{\vec {U}},}
unde matricea {\displaystyle {\begin{pmatrix}\cos \phi &-\sin \phi \\\sin \phi &\cos \phi \end{pmatrix}}}
se numește matrice de rotație.
Formula anterioară mai poate fi scrisă și cu ajutorul numerelor complexe:
{\displaystyle x'+iy'=(x+iy)\cdot (\cos \phi +i\sin \phi )}
sau:
{\displaystyle z'=x'+iy'=(x+iy)\cdot e^{i\phi }=z\cdot e^{i\phi }.}

## Fizică
În fizică, mișcarea de rotație este carcterizată de mărimi legate de timp ca: perioadă, frecvență, viteză unghiulară, accelerație unghiulară.

### Comparație cu mișcarea de translație
| Mișcare de translație                                                        | Mișcare de rotație |
| ---------------------------------------------------------------------------- | --- |
| Vector de poziție: {\displaystyle {\vec {r}}}                                | Unghi de rotație {\displaystyle \varphi } resp. matrice de rotație: {\displaystyle A}                                                                                         |
| Viteză: {\displaystyle {\vec {v}}={\dot {\vec {r}}}}                         | Viteză unghiulară: {\displaystyle {\vec {\omega }}={\dot {\psi }}{\vec {\mathbf {u} }}_{1}+{\dot {\theta }}{\vec {\mathbf {u} }}_{2}+{\dot {\phi }}{\vec {\mathbf {u} }}_{3}} |
| Accelerație: {\displaystyle {\vec {a}}={\dot {\vec {v}}}={\ddot {\vec {r}}}} | Accelerație unghiulară: {\displaystyle {\vec {\alpha }}={\dot {\vec {\omega }}}}                                                                                              |

## Sistem de referință rotativ
In fizică si mecanica teoretică si analitică, mișcarea de rotație este studiată într-un sistem de referință rotativ neinerțial. 
 In mod general, mișcarea de rotație este o mișcare olonomă, având constrângeri prin legături si reonomă, depinzând in mod explicit de timp. ( pag. 518)

## Ecuația analitică a mișcării
Descriind mișcarea de rotație pe un cerc cu raza constantă r într-un sistem de referință  inerțial: 
- într-un sistem de coordonate ortogonale {x, y} avem: 
{\displaystyle r(x,y)=x^{2}+{\sqrt {r^{2}-x^{2}}}=const}
- într-un sistem de coordonate polare: 
{\displaystyle r(\phi (t),t)=r_{0}=const}
{\displaystyle \phi (t)=\phi _{0}+\phi '(t)*t+\phi ''(t)*t^{2}/2}

## Ecuația vectorială a mișcării
Descriind mișcarea de rotație într-un sistem de referință inerțial cu un vector de poziție al punctului care descrie traiectoria mișcării:
- într-un sistem vectorial de coordonate ortogonale cu versorii {{\displaystyle {\vec {i}},{\vec {j}}}} avem: 
{\displaystyle {\vec {r}}(\phi (t),t)=r(t)*(cos(\phi (t))*{\vec {i}}+y*sin(\phi (t))*{\vec {j}})}
- într-un sistem vectorial de coordonate polare tridimensional, cu versorii unitar:
{\displaystyle {\vec {e}}_{R}} - versorul vectorului de poziție dat
{\displaystyle {\vec {e}}_{T}=1/\omega *d{\vec {e}}_{R}(\phi )/dt}
{\displaystyle {\vec {e}}_{\omega }={\vec {e}}_{R}\times {\vec {e}}_{T}}
- se obține:
{\displaystyle {\vec {r}}(r(t),\phi (t),\phi '(t))=r(t)*{\vec {u}}_{r}(\phi (t))}
{\displaystyle \phi (t)=\phi _{0}+\phi '(t)*t+\phi ''(t)*t^{2}/2}

## Parametrii cinematici
Parametri cinematici ale mișcării, viteza radială, viteza tangențială la traiectoria mișcării, viteza unghiulară si accelerația unghiulară, 
 se obțin prin derivare vectorială  matematică a Vectorului de poziție a punctului care descrie traiectoria mișcării. 
 Folosind regulile de derivare a Vectorilor pentru versori, cu: {\displaystyle {\vec {e}}_{R},{\vec {e}}_{T},d\phi /dt=\omega }
{\displaystyle d{\vec {e}}_{R}(\phi )/dt=\omega *{\vec {e}}_{T}(\phi )}
{\displaystyle d{\vec {e}}_{T}/dt(\phi )=-\omega *{\vec {e}}_{R}(\phi )}
- se obțin ecuațiile:
{\displaystyle {\vec {r}}=r(t)*{\vec {e}}_{R}(\phi )}  - vectorul variabil de poziție rotativ cu viteza unghiulară {\displaystyle \omega =d\phi /dt}
{\displaystyle {\vec {v}}=d{\vec {r}}/dt=dr/dt*{\vec {e}}_{R}+\omega *r*{\vec {e}}_{T}={\vec {v}}_{R}+{\vec {v}}_{T}} - viteza
{\displaystyle {\vec {a}}=d^{2}{\vec {r}}/dt^{2}=(d^{2}r/dt^{2}-r*\omega ^{2})*{\vec {e}}_{R}+r*d\omega /dt*{\vec {e}}_{T}+2*\omega *dr/dt*{\vec {e}}_{T}={\vec {a}}_{R}+{\vec {a}}_{T}+{\vec {a}}_{c}} - accelerația
- se obțin parametrii cinematici:
{\displaystyle {\vec {\omega }}} - vitezei unghiulară vectorială
{\displaystyle {\vec {v}}_{R}} - viteza radială
{\displaystyle {\vec {v}}_{T}} - viteza tangențială la traiectoria mișcării
{\displaystyle {\vec {a}}_{R}} - accelerația radială
{\displaystyle {\vec {a}}_{T}} - accelerația tangențială la traiectoria mișcării
{\displaystyle {\vec {a}}_{c}} - accelerația Coriolis
Aceste ecuații sânt condițiile necesare si suficiente pentru ca mișcarea să fie determinată. 
 Necesare, pentru ca punctul material sau corpul să descrie traiectoria impusă. 
 Suficiente, pentru a deduce din ele univoc ecuația traiectoriei de mișcare, când sânt date in Problema Cauchy de integrare, condițiile inițiale.

## Parametrii dinamici
Parametrii dinamici definiți in mecanică sânt:
{\displaystyle m} - masa corpului, întotdeauna o mărime scalară
{\displaystyle J=J_{0}+m*r^{2}} - momentul de inerție al masei, la raza  r 
{\displaystyle {\vec {p}}=m*{\vec {v}}} - impulsul
{\displaystyle {\vec {L}}={\vec {r}}\times {\vec {p}}=J*{\vec {\omega }}=m*\omega *r^{2}*{\vec {e}}_{\omega }} - momentul cinetic

## Forțe și momente
Forțele și momentele în sistemul de referință rotativ se obțin corespunzătoare accelerațiilor conform legilor lui Newton, ca:
- în sistemul de referință rotativ:
{\displaystyle {\vec {F}}_{cp}=-m*r*\omega ^{2}*{\vec {e}}_{R}} - Forța centripetă, de atracție
{\displaystyle {\vec {F}}_{cf}=m*r*\omega ^{2}*{\vec {e}}_{R}} - Forța centrifugă
{\displaystyle {\vec {F}}_{c}=-2*m*\omega *dr/dt*{\vec {e}}_{T}} - Forța Coriolis
- în sistemul de referință inerțial:
{\displaystyle {\vec {F}}_{T}=m*r*d\omega /dt*{\vec {e}}_{T}} - Forța tangențială
{\displaystyle {\vec {M}}=m*{\vec {r}}\times {\vec {a}}=d{\vec {L}}/dt} - momentul forței

## Câmpul forței centrifuge
Parametrizarea vectorului forței centrifuge generează un câmp vectorial centrifug.
{\displaystyle {\vec {F}}_{cf}(r(t),\phi (t))=m*r*\omega ^{2}*{\vec {e}}_{R}}

## Potențialul câmpului centrifug
Se arată in matematică, când câmpul vectorial al forței provine dintr-un gradient al unui câmp scalar, rotorul câmpului vectorial este egal cu zero, 
 deoarece pentru orice câmpul vectorial: 
{\displaystyle rot\;{\vec {\nabla U}}=0}
În mod reciproc, datotită simetriei de rotație, rotorul câmpului vectorial al forței centrifuge este egal cu zero:  
{\displaystyle rot\;{\vec {F}}_{cf}=\nabla \times {\vec {F}}_{cf}=0}
există atunci un câmp scalar, câmpul potențial scalar, a cărui gradient generează forța:
{\displaystyle {\vec {F}}_{cf}=-{\vec {\nabla U}}}
Câmpul vectorial centrifug posedă așadar un potențial scalar  :
{\displaystyle U_{cf}(r(t),\omega (t))=-1/2*r^{2}*\omega ^{2}=-1/2*(L/m)^{2}*1/r^{2}}

## Energia potențială
Energia potențială se determină ca:
{\displaystyle E_{pot}=m*(U(R)-U(r))} cu {\displaystyle R>r}

## Energia cinetică
Energia cinetică a mișcării de rotație se determină ca:
{\displaystyle E_{rot}={\frac {1}{2}}J\omega ^{2}={\frac {1}{2}}L\omega }
Din această relație, energia cinetică este constantă când momentul cinetic si viteza unghiulară sunt constante și în mecanica corpului rigid când momentul de inerție este contant, putând concluziona aparent, că energia cinetică a mișcării de rotație nu se conservată în general.cap. 19-7

 Privind însă variația temporală a energiei cinetice in raport cu raza, la o viteză unghiulară constantă, cu {\displaystyle \omega '=0}:
{\displaystyle {\frac {dE_{rot}}{dt}}=m\omega r(\omega r+\omega r')}
se observă că mai există și un aport a variației energiei cinetice in dependență cu viteza radială {\displaystyle r'=v_{radial}}, deși momemtul cinetic rămâne  constant, adicä:
{\displaystyle {\frac {{\vec {d}}L}{dt}}={\vec {M}}=0}
neexistând deci un moment de antrenare, deoarece produsul cartezian a doi vectori coliniar est egal cu zero:
{\displaystyle {\vec {L}}(r')={\vec {r}}\times {\vec {v}}_{radial}=0}
Energia cinetică a mișcării de rotație se poate modifica si fără existența unui moment de antrenare, atunci când există o viteză radială diferită de zero, la o mișcare cu viteză unghiulară constantă.
Această modificare a energiei cinetice de rotație la variația razei se datorează forței Coriolis, fiind deci responsabilă pentru acumularea uriașă a energiei cinetice de rotație in fenomene meteorologice cum ar fi uragane, unde variația razei datorită vitezei radiale este produsă de gradientul radial simetric a presiunii atmosferice crescând de la margine la centru, chiar atunci când momentul cinetic nu se modifică, neexistând un moment de antrenare.
Modificarea energie cinetice de rotație la variația razei se produce in contextul conservării energie totale, crescând energia cinetică in detrimentul scăderii energie potențiale centrifuge, așa încât energia totală a sistemului este conservată, in deplină concordanță cu legile naturii.

## Energia totală
Energia totală a mișcării de rotație este:
{\displaystyle W=E_{kin}+E_{pot}}
Energia totală este o mărime importantă in Ecuația Euler-Lagrange aplicată in metoda Formalismul Lagrange simplificând in multe cazuri speciale găsirea ecuațiilor traiectoriei de mișcare.
Ecuația Euler-Lagrange:
{\displaystyle {\frac {d}{dt}}{\frac {\partial W}{\partial {\dot {q}}}}-{\frac {\partial W}{\partial q}}=0}